# Spirit (Reckless Love)
Spirit è il terzo album della band glam metal finlandese Reckless Love, uscito il 2 settembre 2013 tramite Spinefarm Records / Universal Music. L'album ha raggiunto la posizione numero 3 in Finlandia Album Top 50 Music Chart.

## Tracce
1. Night on Fire
2. Bad Lovin'
3. I Love Heavy Metal
4. Favorite Flavor
5. Edge of Our Dreams
6. Sex, Drugs & Reckless Love
7. Dying to Live
8. Metal Ass
9. Runaway Love
10. So happy I Could Die
11. Hot Rain